# 請愛我笑話100次
「請愛我笑話100次」（ギャグ100回分愛してください）是日本的女子偶像組合Berryz工房的第9張单曲。2005年11月23日由PICCOLO TOWN发售。

## 概要
- 「請愛我笑話100次」是電影「光之美少女 Max Heart2 雪空的朋友」的片尾曲。
- B面曲「活潑的冬季」是Berryz工房和矢口真里合唱。
- 此單曲有2個版本，分別有「CD ONLY」和「Anime Edition」。「Anime Edition」收錄了B面曲「Crystal」是歌手五條真由美主唱。
- 在12月5日於公信榜單曲週排行榜取得第19位。

## 收錄内容

### CD ONLY
1. 請愛我笑話100次
（作詞・作曲：淳君 編曲：高橋諭一）
2. 活潑的冬季（にぎやかな冬）
（作詞・作曲：淳君 編曲：小西貴雄）
Berryz工房和矢口真里合唱
3. 請愛我笑話100次（Instrumental）

### Anime Edition
1. 請愛我笑話100次
2. 活潑的冬季
3. Crystal
（作詞：大森祥子 作曲：nishi-ken 編曲：樫原伸彥）
五條真由美主唱
4. 請愛我笑話100次（Original Karaoke）
5. Crystal（Original Karaoke）